# Mobile River
Der Mobile River ist ein Fluss im Süden des US-Bundesstaates Alabama. Er entsteht durch den Zusammenfluss des Tombigbee River mit dem Alabama River, nach 72 Kilometern mündet er in Mobile Bay in den Golf von Mexiko. Sein Einzugsgebiet umfasst eine Fläche von rund 115.000 km² und erstreckt sich auf Teile der benachbarten Bundesstaaten Mississippi, Georgia und Tennessee.
Es ist das viertgrößte primäre Einzugsgebiet, das vollständig innerhalb der Vereinigten Staaten liegt. Historisch gesehen war der Fluss der Hauptzugangsweg nach Alabama. Seit dem Bau des Tennessee-Tombigbee Waterway bildet er eine Alternativroute zum Ohio River.

## Lauf
Tombigbee River und Alabama River fließen rund 80 km nordnordöstlich von Mobile zusammen und bilden so den Mobile River. Der Fluss strebt in einen gewundenen Verlauf nach Süden. Etwa zehn Kilometer unterhalb des Zusammenflusses teil sich der Fluss, der Hauptarm verläuft im Westen, der Tensaw River bildet einen Bayou des Mobile Rivers und fließt drei bis acht Kilometer weiter östlich nach Süden.

## Flussquerungen
Zwischen der Vereinigung von Tombigbee und Alabama River und der Mündung wird der Fluss von fünf Verkehrswegen gequert, zwei Tunnel und drei Brücken. Seit mehreren Jahren wird ein Neubau im Zuge der Interstate 10 diskutiert. Das Alabama Department of Transportation untersucht derzeit die Auswirkungen, die ein solcher Brückenbau und der Ausbau des Jubilee Parkways auf die Umwelt haben. Der Standort einer solchen Brücke ist Gegenstand der Diskussion.
| Name                           | Verkehrsweg                 | Ort    |
| ------------------------------ | --------------------------- | ------ |
| General W.K. Wilson Jr. Bridge | Interstate 65               |        |
| 14-Mile Bridge                 | CSX                         |        |
| Cochrane-Africatown USA Bridge | U.S. Route 90 U.S. Route 98 | Mobile |
| Bankhead Tunnel                | U.S. Route 90 U.S. Route 98 | Mobile |
| George Wallace Tunnel          | Interstate 10               | Mobile |